# Szczekuszka amerykańska
Szczekuszka amerykańska (Ochotona princeps) – gatunek ssaka z rodziny szczekuszkowatych (Ochotonidae). 

## Zasięg występowania
Szczekuszka amerykańska występuje w Ameryce Północnej zamieszkując w zależności od podgatunku:
- O. princeps princeps – północne Góry Skaliste, południowo-zachodnia Kanada (południowo-wschodnia Kolumbia Brytyjska, południowo-zachodnia Alberta) i północno-zachodnie Stany Zjednoczone (od Montany i Idaho po północno-wschodnią Nevadę i północne Kolorado).
- O. princeps fenisex – Góry Nadbrzeżne i Góry Kaskadowe, południowo-zachodnia Kanada (południowa Kolumbia Brytyjska) i północno-zachodnie Stany Zjednoczone (Waszyngton, zachodni Oregon).
- O. princeps saxatilis – południowe Góry Skaliste, Stany Zjednoczone (Kolorado, północny Nowy Meksyk).
- O. princeps schisticeps – Sierra Nevada i Wielka Kotlina, południowo-zachodnie Stany Zjednoczone (wschodni Oregon, wschodnia Kalifornia, Nevada, południowo-zachodni Utah).
- O. princeps uinta – Uinta Mountains i pasmo Wasatch w środkowym Utah, zachodnie Stany Zjednoczone.

## Taksonomia
Gatunek po raz pierwszy naukowo opisał w 1828 roku brytyjski przyrodnik John Richardson nadając mu nazwę Lepus (Lagomys) princeps. Holotyp pochodził z obszaru w pobliżu źródeł rzeki Athabaska, w stanie Alberta, w Kanadzie. 
O. princeps należy do podrodzaju Pika. Gatunek ten wcześniej obejmował O. collaris, ale ten siostrzany takson okazał się być odrębny na podstawie morfologii, chromosomów i markerów genetycznych. Oba gatunki tworzą grupę siostrzaną, ale dystans genetyczny między nimi jest dość znaczny. Liczba podgatunków O. princeps zmniejszyła się z trzydziestu sześciu do pięciu. Najnowsza taksonomia dotycząca podgatunków opiera się na markerach mtDNA i nDNA, i częściowo koreluje z morfologią i bioakustyką. Autorzy Illustrated Checklist of the Mammals of the World rozpoznają pięć podgatunków.

### Etymologia
- Ochotona: mongolska nazwa ochodona dla szczekuszki[41].
- princeps: łac. princeps, principis „książę, wódz, przywódca”, od primus „główny”, od forma wyższa od prior, prius „pierwszy”; capere „brać”[42].
- fenisex: łac. fenisex, fenisecis „kosiarz, wiejski”[43].
- saxatilis: łac. saxatilis „bywalec skał, odwiedzający skały”, od saxum, saxi „kamień, skała”[42].
- schisticeps: późnołac. schistus „łupek”, od lapis schistos „kamień rozszczepialny”, od gr. σχιστος skhistos „rozszczepiony”, od σχιζω skhizō „podzielić”; łac. -ceps „-głowy”, od caput, capitis „głowa”[42].
- uinta: Uinta Mountains, Utah, Stany Zjednoczone[44][42].

## Morfologia
Długość ciała 160–200 mm, długość ucha 23–26 mm, długość tylnej stopy 27–34 mm; masa ciała 121–176 g. Z wyglądu podobna do świnki morskiej, sierść brązowa. Małe półkoliste, zaokrąglone uszy. Owłosiony spód łapek.

## Ekologia

### Środowisko życia
Obszary skaliste i strome rumowiska na wysokości 2,5-4 tys. m n.p.m. Na północy, w Kolumbii Brytyjskiej, zbocza położone już na wysokości 500 m n.p.m. i niżej.

### Tryb życia
Aktywne w ciągu dnia, żyją w dużych dobrze zorganizowanych koloniach. Porozumiewają się za pomocą gwizdów i głosów przypominających szczekanie (stąd też nazwa) używając całej gamy odmiennych tonów. Wykazują silny terytorializm, przy czym rewiry sąsiadujących samic i samców tworzących pary nakładają się na siebie. W maju lub czerwcu po ciąży trwającej 1 miesiąc rodzi się 2-6 młodych. Są one nagie i ślepe. Późnym latem może przyjść na świat drugi miot. Szczekuszki często padają ofiarą drapieżników, szczególnie ptaków. Odżywiają się różnymi gatunkami traw, bylin, krzewinek, mchów i porostów. Zwierzęta te nie zapadają w sen zimowy, aby dostać się do pożywienia, kopią tunele w śniegu. Zapasy robią przez znoszenie dużych ilości świeżych części roślin i suszenie ich pod blokami skalnymi.